# Circuito de La Sarthe
O Circuito de la Sarthe, também conhecido como Circuito de Le Mans, é um circuito semi-permanente que abriga desde 1923 a corrida de resistência 24 Horas de Le Mans, nos arredores da cidade de Le Mans, França. É denominado como o "circuito de Le Mans" ou "circuito das 24 horas (no francês Circuit des 24 Heures du Mans)", o traçado permanente é chamado de "Circuito Bugatti".
A Tragédia de Le Mans em 1955 foi um gravíssimo acidente que aconteceu no Circuito de La Sarthe, resultando em 83 mortes de espectadores e do piloto francês Pierre Levegh. Isso fez a equipe Mercedes retirar-se das competições, na época, e a Suíça proibir corridas em seu território.

## Traçado

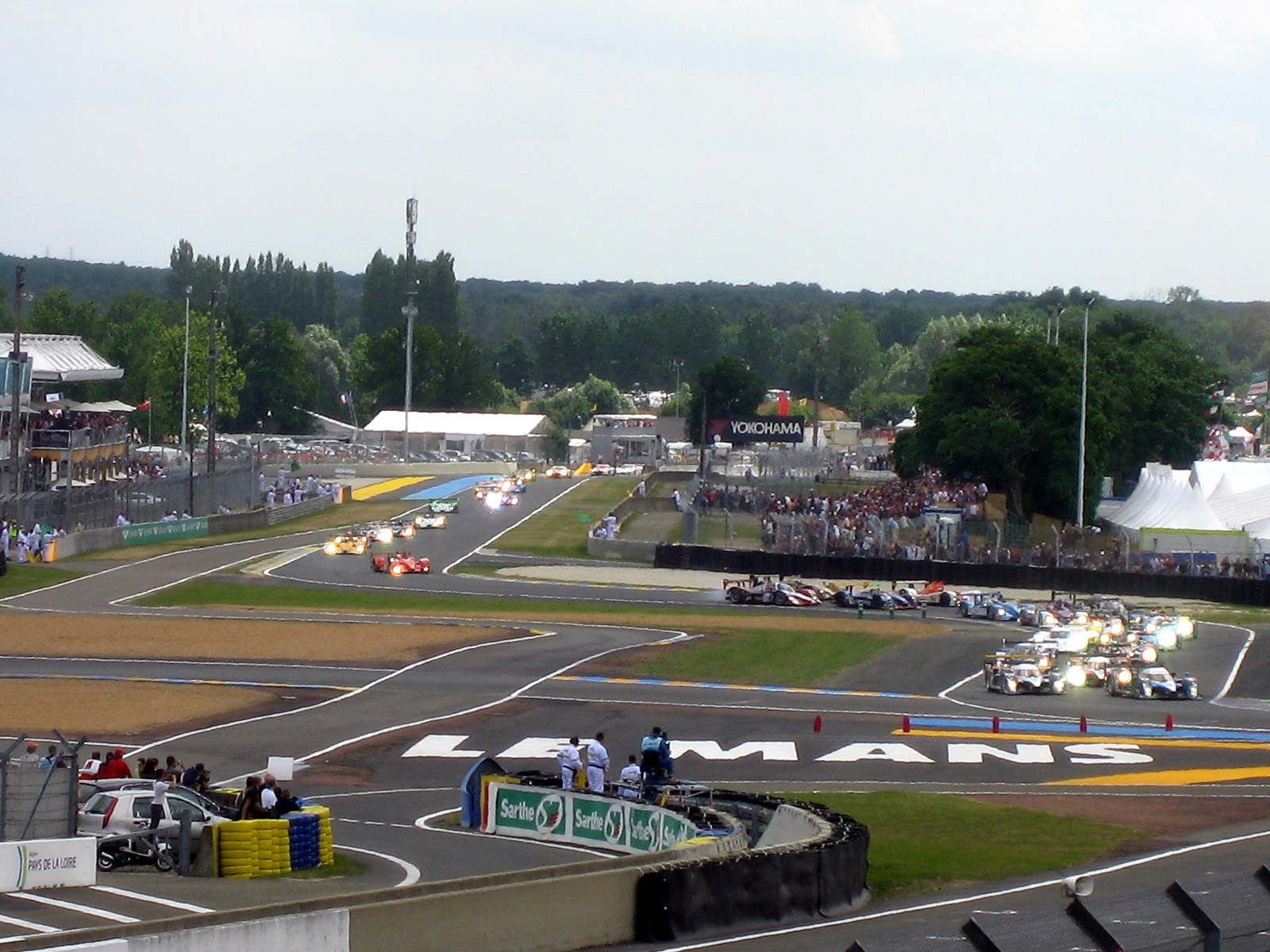
Vista do Circuito de La Sarthe durante as 24 Horas de Le Mans de 2008.

O traçado original era semelhante a um triângulo aproveitando as estradas que ligavam as cidades de Le Mans, Mulsanne e Arnage, a partir de 1921 deixou de se ligar a Arnage passando a adotar um traçado semelhante nos anos seguintes com algumas modificações.
Em 1968 foi adicionada a chicane Ford, antes da área de pit stops, em 1971 a área de pit stops foi separada da reta principal, em 1987 foi adicionada uma chicane após a curva Dunlop.
É formado por uma reta de 6 km, a Reta Mulsanne ou Ligne Droite des Hunaudières, em que os competidores atingiam até 400 km/h, mas atualmente é interrompida com chicanes desde 1990.

## Circuito Bugatti
O Circuito Bugatti, autódromo permanente dentro do Circuit de la Sarthe que leva o nome em homanagem a Ettore Bugatti, foi construído em 1965, recebeu uma corrida do Grande Prêmio da França de Fórmula 1 em 1967, ao longo dos anos passou por reformas que alteraram levemente o seu traçado, é nesse circuito que é realizado anualmente as 24 Horas de Le Mans de Motociclismo. Atualmente o circuito recebe o Grande Prêmio da França de Motovelocidade da Moto GP, também já recebeu corridas do Campeonato Mundial de Superbike.